# Paul Fridolin Kehr

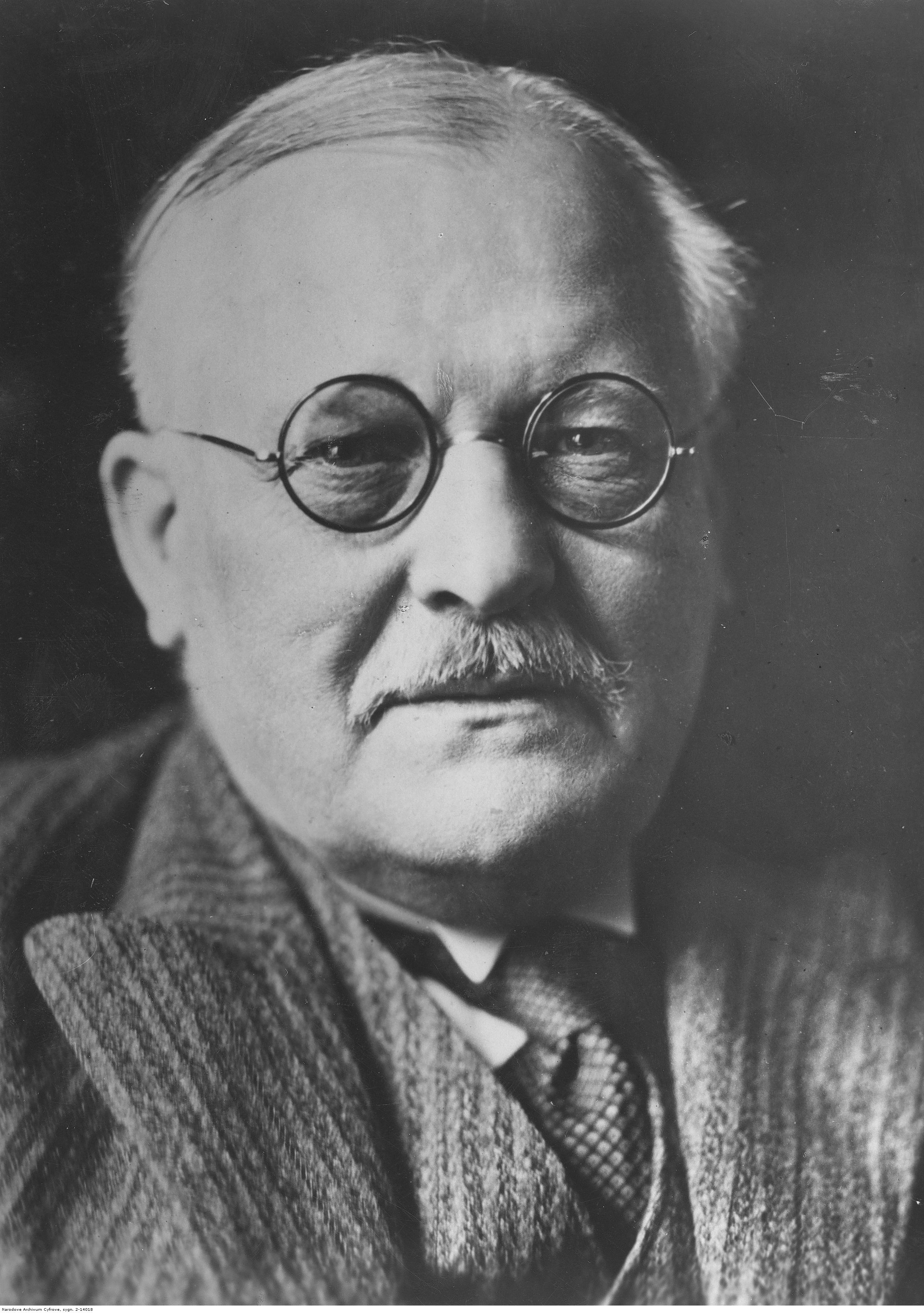
Paul Kehr, 1939/1940

Paul Fridolin Kehr (* 28. Dezember 1860 in Waltershausen; † 9. November 1944 in Wässerndorf, Landkreis Kitzingen) war ein deutscher Historiker, Diplomatiker und Archivar.

## Leben und Wirken
Paul Fridolin war viertes Kind des damaligen Rektors der Bürger- und Gewerbeschule Waltershausen, Karl Kehr. Das Interesse für die Diplomatik weckte wohl bereits der Halberstädter Gymnasialdirektor Gustav Schmidt, an dessen Domgymnasium Kehr 1879 das Abitur ablegte. Mit ihm gemeinsam hat er päpstliche Urkunden und Regesten für die Provinz Sachsen (1353 bis 1378) im Jahre 1889 veröffentlicht. 1883 wurde Kehr an der Georg-August-Universität Göttingen promoviert. Prägend war das Jahr 1884 am Institut für Österreichische Geschichtsforschung in Wien bei Theodor von Sickel, als dessen Begleiter er 1885 erstmals Rom und die römischen Archive und Bibliotheken kennenlernte. Sickel hat ihn als Mitarbeiter für die Herausgabe der Diplome Ottos III. angestellt, doch endete die Beschäftigung 1888 abrupt. 1889 wurde Kehr an der Philipps-Universität Marburg habilitiert und Privatdozent. 1893 wurde er Professor in Marburg und 1895 in Göttingen. 1903 wurde Kehr Direktor des Preußischen Historischen Instituts in Rom, Vorgänger des heutigen Deutschen Historischen Instituts in Rom. Hier hatte er regelmäßigen Kontakt und wissenschaftlichen Austausch mit dem Priesterhistoriker Paul Maria Baumgarten. Nicht überall wurde dieser enge Umgang zwischen einem römischen Monsignore und einem preußischen Professor positiv beurteilt. 1919 wurde er als korrespondierendes Mitglied in die Bayerische Akademie der Wissenschaften aufgenommen.
Der Geheimrat Kehr heiratete 1908 Doris vom Baur. Aus dieser Ehe ging unter anderem die Tochter Gudila – später verheiratet mit Götz Freiherr von Pölnitz – hervor. Bis 1941 war er Direktor des Kaiser-Wilhelm-Instituts für deutsche Geschichte, dessen Nachfolgeinstitut das Max-Planck-Institut für Geschichte (MPIG) in Göttingen wurde, sowie 1919 bis 1934 Präsident der Zentraldirektion der Monumenta Germaniae Historica (MGH). Nachdem Kehr Rom im Mai 1915 hatte verlassen müssen, wurde er in Berlin zum Generaldirektor der Preußischen Archive ernannt. 1938 wurde er zum korrespondierenden Mitglied der British Academy gewählt.
Auf Kehr geht das Göttinger Papsturkundenwerk (auch Regesta Pontificum Romanorum oder Papsturkundenwerk der Pius-Stiftung) zurück. Für dessen Abteilung Italia Pontificia verfasste er acht Bände. Für die MGH edierte Kehr die Urkunden Ludwigs des Deutschen, Karlmanns, Ludwigs des Jüngeren, Karls III., Arnolfs und Heinrichs III. (letztere nach Vorarbeiten von Harry Bresslau). Für das Kaiser-Wilhelm-Institut konzipierte er die Germania sacra.
Im Jahr 1940 wurde ihm der Adlerschild des Deutschen Reiches verliehen mit der Würdigung „Dem hervorragenden Erforscher der mittelalterlichen Geschichte“. Kehr starb in Wässerndorf und wurde auf dem Privatfriedhof derer von Pölnitz bei Schloss Hundshaupten bestattet.

## Schriften (Auswahl)
Vollständig verzeichnet bei: Stefan Weiß: Paul-Kehr-Bibliographie. In: Quellen und Forschungen aus italienischen Archiven und Bibliotheken. Bd. 72, 1992, S. 374–437 (perspectivia.net).
Nachdruck wichtiger Werke: Paul Fridolin Kehr: Ausgewählte Schriften. Herausgegeben von Rudolf Hiestand. 2 Teilbände. Vandenhoeck & Ruprecht, Göttingen 2005, ISBN 3-525-82522-6 Inhaltsverzeichnis.